# حوين (قطور)
حوين إحدى قرى مركز قطور التابع لمحافظة الغربية بجمهورية مصر العربية.

## التاريخ
قرية حوين من القرى القديمة، حيث وردت باسم «حيوين» في أعمال الغربية ضمن قرى الروك الصلاحي التي أحصاها ابن مماتي في كتاب قوانين الدواوين، كما وردت باسم «حيوين» في أعمال الغربية ضمن قرى الروك الناصري التي أحصاها ابن الجيعان في كتاب «التحفة السنية بأسماء البلاد المصرية». وردت باسم «حيوين» في التربيع العثماني الذي أجراه الوالي العثماني سليمان باشا الخادم في عصر السلطان العثماني سليمان القانوني ضمن قرى ولاية الغربية، وفي تاريخ 1228هـ/1813م الذي عدّ قرى مصر بعد المسح الذي قام به محمد علي باشا باسم «حوين» ضمن قرى مديرية الغربية.
وردت القرية ضمن قرى مركز كفر الشيخ في تعداد عام 1882، ثم ضمت إلى مركز طنطا في التعداد التالي حتى ضمت إلى مركز قطور وقت إنشائه عام 1948.

## السكان
بلغ عدد سكان حوين 4359 نسمة حسب تقدير عام 2018.
| السنة  | 1882 | 1897 | 1907 | 1927 | 1947 | 1960 | 1976 | 1986 | 1996 | 2006  | 2018 |
| ------ | ---- | ---- | ---- | ---- | ---- | ---- | ---- | ---- | ---- | ----- | ---- |
| القرية | 480  | 1388 | 1741 | 1707 | 2023 | 2262 | 2029 | 2799 | 4603 | 5,435 | 4359 |